# Pedro de Bolduque
Pedro de Bolduque est un sculpteur espagnol d'origine flamande, probablement de Bois-le-Duc (Bolduque en espagnol). Il est né à Medina de Rioseco où il est baptisé le 13 juillet 1545 dans l'église paroissiale de Santa Cruz, mort à Medina de Rioseco en 1596.

## LesBolduque
Il fait partie d'une famille de sculpteurs d'origine flamande qui se sont établis en Espagne. Il est le fils de Maître Mateo de Bolduque (né vers 1511, probablement à Bois-le-Duc, il travaille à Medina de Rioseco à partir de 1540) et de Juana Muñoz. Il est le frère de Juan Mateo de Bolduque (1543), Diego (1543), Andrés (1547) et ses sœurs Ana (1553) et Leonor (1556). Ils avaient un atelier à Medina de Rioseco. Il y a aussi Arnao de Bolduque, sculpteur de retables installé à Cuéllar où il s'est marié en 1550 ainsi que Roque Balduque, sculpteur à Séville.

## Biographie
Au début de sa carrière dans sa ville natale de Medina de Rioseco, il a été influencé par les styles de Juan de Juni, de Gaspar Becerra et de Esteban Jordán. Son œuvre a été considérée comme une continuation de leurs styles.
Il s'est installé à Cuéllar vers 1580 où il a ouvert un atelier et s'est marié avec Ana Velázquez dont il a eu deux enfants. Il y a collaboré avec les fils d'Arnao de Bolduque, Juan et Diego.
À Cuéllar il a commencé une étroite collaboration professionnelle avec la famille Maldonado (Julián et Gabriel, principalement), peintres locaux qui ont travaillé essentiellement dans la province de Ségovie et dans les régions les plus proches de la Valladolid. Ils ont travaillé ensemble jusqu'à sa mort, Pedro de Bolduque comme sculpteur et les Maldonado comme peintres et décorateurs.
Une décennie plus tard, il est revenu à Medina de Rioseco où il a terminé sa carrière et qu'ont poursuivi ses frères et ses neveux.

## Œuvres

### Ségovie
- Retable de Santiago (1595) dans la cathédrale de Ségovie.
- Retable de San Pedro dans la cathédrale de Ségovie.
- Retable de la Quinta Angustia dans l'église de Santa María de Fuentepelayo.
- Retable de l'Immaculée dans le Cuellar - Couvent de la Conception de Cuéllar.
- Retable de San Pedro dans l'église de Santa María de Fuentepelayo.
- Autel pour la confrérie du Rosaire au Couvent de Santa Cruz la Real de Ségovie, aujourd'hui dans la paroisse de Tenzuela. Une des sculptures, Santo Domingo de Guzmán, est actuellement dans les collections de l'administration provinciale de Ségovie.
- Statue de saint Jean-Baptiste dans l'église de San Martín de Ségovie.
- Statue de la Vierge du Rosaire (Virgen del Rosario) de l'église de San Miguel de Cuéllar.
- Le Christ à la colonne de l'église de San Miguel de Cuéllar, du Monastère de San Francisco dans la même ville.
- La Lamentation sur le Christ mort dans l'église de San Sebastián en Villacastín.

### Valladolid
- Retable de Santa María de Medina de Rioseco.
- Vierge du Rosaire dans la paroisse de Bahabón (province de Valladolid).
- Retable du chœur de la paroisse de Berrueces (province de Valladolid).
- Retable du Rosaire dans la paroisse de Cogeces del Monte.
- Retable de l'église des Saints Just et Pastor de Cuenca de Campos.
- Saint Jean Baptiste au Couvent de l'Immaculée Conception de Medina de Rioseco.

On peut voir dans diverses municipalités de la Tierra de Campos des œuvres attribuées au sculpteur, ainsi que le retable du maître-autel de Capillas provine de Palencia), qu'il avait commencé mais, laissé inachevé à sa mort, terminé par son frère Juan Mateo.

### Attributions
- Tabernacle de la paroisse de Chañe (province de Ségovie).
- Tabernacle de la paroisse de Moraleja de Coca (province de Ségovie).
- Retable de Saint-Barthélemy Église d'El Salvador Fuentepelayo (province de Ségovie).
- Calvaire dans l'église de Santa María de la Cuesta de Cuéllar (province de Ségovie).
- Vierge du Rosaire de San Cristóbal de Cuéllar (province de Ségovie).
- Vierge du Rosaire de Vallelado (province de Ségovie).
- Vierge du Rosaire de l'église de Santa Maria Nuova à Escarabajosa de Cuéllar (province de Ségovie).
- Vierge du Rosaire de Turégano (province de Ségovie).
- Saint-Barthélemy dans l'église de Bustillo de Chaves (province de Valladolid).
- Le Christ du retable de Fontihoyuelo (province de Valladolid).
- Vierge de Nuestra Señora del Castillo de Boada de Campos (province de Palencia)